# Alicia (voornaam)

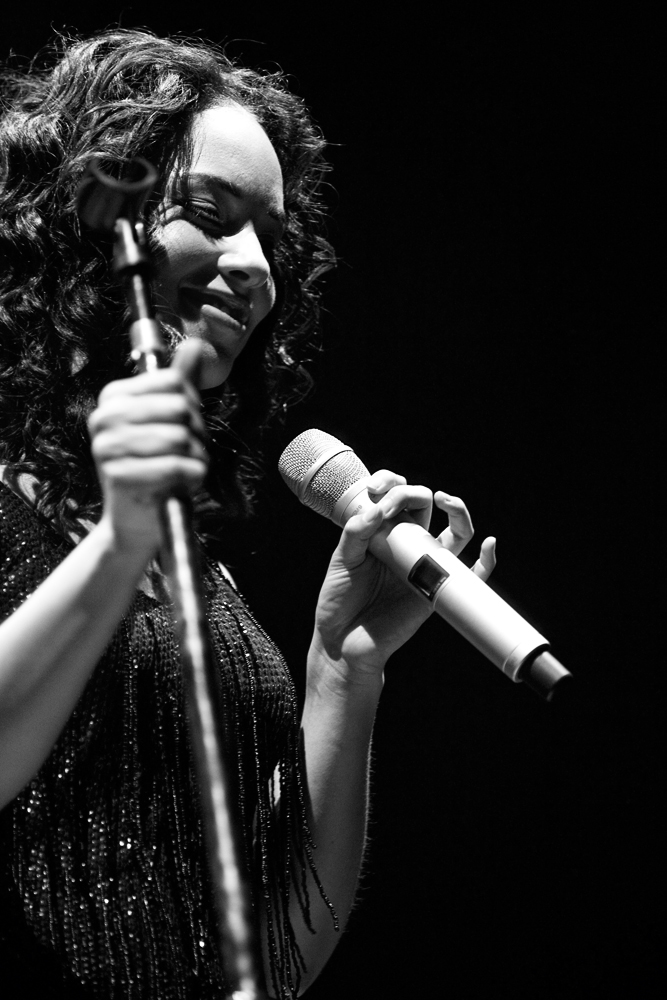
Alicia Keys

Alicia is een meisjesnaam die is afgeleid van de naam Adelheid.

## Bekende naamdragers
- Alicia Alonso, Cubaans (ballet)danseres en choreografe
- Alicia Bárcena, Mexicaans biologe
- Alicia Coppola, Amerikaans actrice
- Alicia Keys, Amerikaans zangeres, componiste en liedjesschrijfster
- Alicia Markova, Brits ballerina
- Alicia Molik, Australisch tennisster
- Alicia Silverstone, Amerikaans actrice